# Hiroyuki Sanada
Hiroyuki Sanada, född 12 oktober 1960 i Tokyo, Japan. Han är en skådespelare som medverkat bland annat i filmerna Den siste samurajen, Sunshine, Rush Hour 3, Speed Racer och The Wolverine.

## Filmografi (i urval)
- 1995 – Sharaku
- 1998 – Ring
- 1999 – Ring 2
- 2002 – The Twilight Samurai
- 2003 – Den siste samurajen
- 2005 – Den ryska grevinnan
- 2005 – The Promise
- 2007 – Rush Hour 3
- 2007 – Sunshine
- 2008 – Speed Racer
- 2010 – Lost (TV-serie)
- 2011 – Revenge (TV-serie)
- 2013 – The Railway Man
- 2013 – The Wolverine
- 2013 – 47 Ronin
- 2014 – Helix (TV-serie)
- 2014 – Extant (TV-serie)
- 2015 – Minioner (röst)
- 2015 – Mr. Holmes
- 2016 – The Last Ship (TV-serie)
- 2017 – Life
- 2018 – The Catcher Was a Spy
- 2018 – Westworld (TV-serie)
- 2019 – Avengers: Endgame
- 2021 – Mortal Kombat
- 2021 – Army of the Dead
- 2021 – Army of Thieves
- 2022 – Bullet Train
- 2023 – John Wick: Chapter 4
- 2024 – Shōgun (TV-serie)
- 2025 – Mortal Kombat 2